# Hélène Miard-Delacroix
Hélène Miard-Delacroix est une germaniste et historienne française née en 1959. Spécialiste de l'histoire de l’Allemagne et des relations franco-allemandes, elle est professeure à Sorbonne Université.

## Biographie et activités

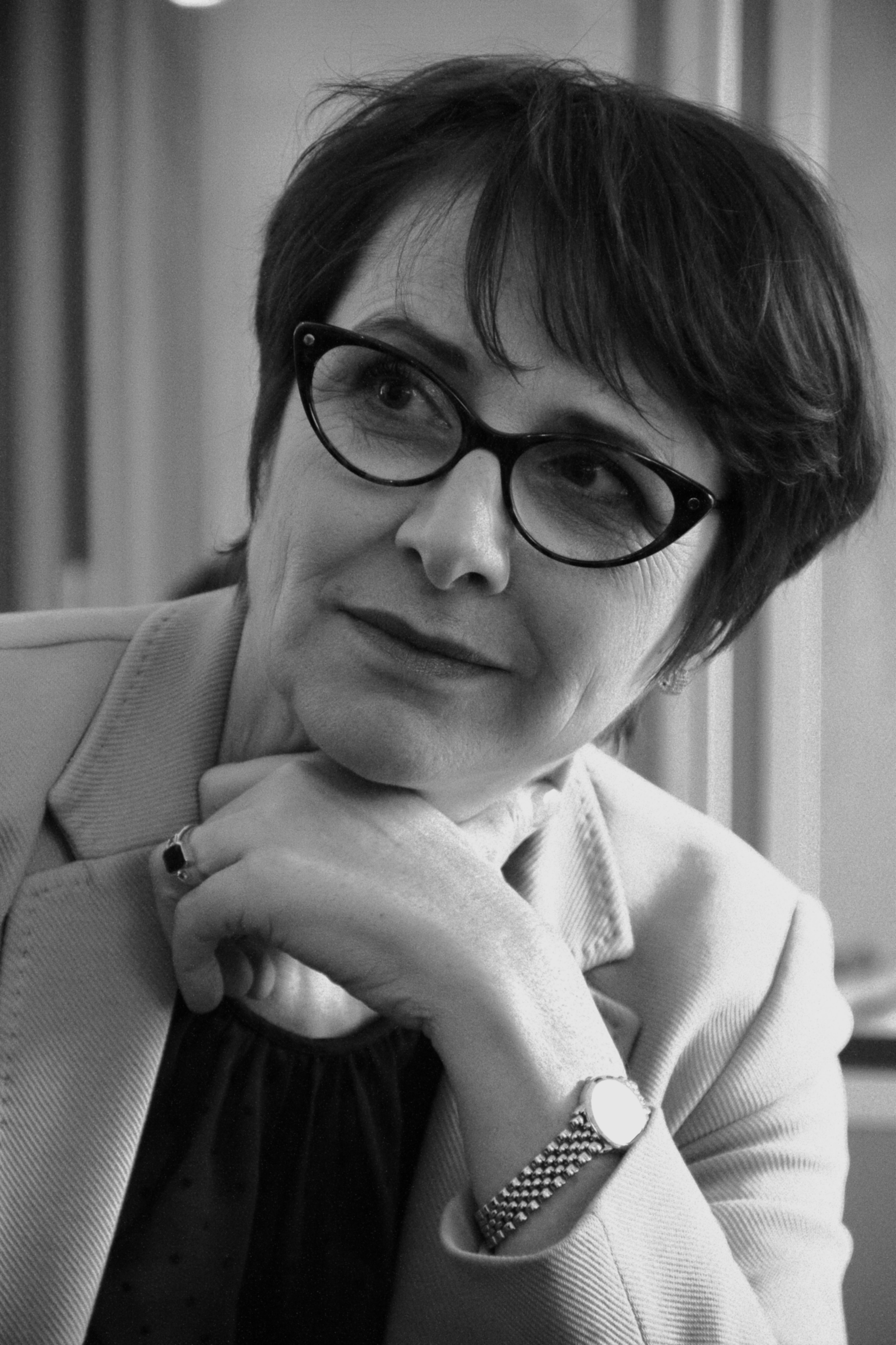
Portrait d'Hélène Miard-Delacroix pris en 2013 par Claude Truong-Ngoc.

Hélène Miard-Delacroix est née le 5 novembre 1959 à Saint-Mandé. Ancienne élève de l'École normale supérieure de Fontenay-aux-Roses (1980-1985),elle est agrégée d'allemand, titulaire d'un DEA de Relations internationales à l'Institut d'études politiques de Paris ainsi que d'un doctorat et d'une habilitation à diriger des recherches obtenus à l'université Paris-Sorbonne.
Après avoir été maîtresse de conférences à l'université de Tours (1990-1993), assurant en parallèle une charge de cours à l'Institut d'études politiques de Paris, elle a été maîtresse de conférences à l'université Paris-Sorbonne (1993-1998), puis professeure des universités à l'ENS Lyon entre 2003 et 2008. Elle occupe, depuis, le poste de professeure d'histoire et de civilisation de l'Allemagne contemporaine à l'UFR d'études germaniques et nordiques de Sorbonne Université. Elle est rattachée à l'UMR SIRICE 8138, laboratoire de recherche sur l´histoire des relations internationales, et est présidente du Groupement d'intérêt public CIERA, Centre interdisciplinaire d'études et de recherches sur l'Allemagne.
Ses domaines de recherche sont l'histoire de l'Allemagne depuis 1945, la vie politique, économique et sociale dans l’Allemagne contemporaine ainsi que les relations franco-allemandes et la construction européenne. À ce titre, elle participe à des missions d'expertise, elle est consultante pour des médias (comme Arte, Radio France (France Culture, France Info, France Inter), France 5 ou France 24).
Ses travaux sur les relations franco-allemandes sont marqués par la volonté de dépasser le comparatisme pour écrire une histoire mêlée qui rende compte des enchevêtrements et interactions entre les deux pays. Elle poursuit ainsi l’approche d’histoire croisée adoptée dans son volume sur l’histoire des relations franco-allemandes depuis le traité de l'Élysée, publié en 2011, Le défi européen. Histoire franco-allemande de 1963 à nos jours. Certains de ses travaux, réalisés dans le cadre d’ouverture collective d’archives publiques, réévaluent des dynamiques dans les dernières décennies de la guerre froide et reconsidèrent des acquis concernant les négociations bilatérales et le rôle de l’Allemagne dans la construction européenne. Sa recherche actuelle porte sur l'histoire des émotions dans les relations internationales et a donné lieu à la publication, en 2025, de Les Émotions de 1989. France et Allemagne face aux bouleversements du monde.
Hélène Miard-Delacroix est membre de nombreux conseils scientifiques d’institutions de recherche allemandes et françaises. Dans les années 2010, à l'Institut historique allemand de Paris, puis comme présidente du conseil scientifique de la Fondation Bundeskanzler-Willy-Brandt-Stiftung et vice-présidente du conseil scientifique de l'Institut d'histoire contemporaine basé à Munich et Berlin. Actuellement, elle est membre du conseil scientifique de la Maison de l’histoire de l’Allemagne fédérale à Bonn, de la Maison de l'histoire européenne, à Bruxelles, de l’Institut François-Mitterrand, de l'Institut franco-allemand de sciences historiques et sociales IFRA-SHS à Francfort/Main, et du Centre Ernst Robert Curtius CERC à l’Université de Bonn. Elle est membre de la Commission pour la publication des documents diplomatiques français.
Son expertise dans la recherche sur relations franco-allemandes et son engagement pour les échanges scientifiques entre les deux pays ont trouvé une reconnaissance internationale en 2022 avec le Prix Reimar-Lüst (de) de la Fondation Fritz Thyssen et de la Fondation Alexander-von-Humboldt– qui récompense des chercheurs internationaux contribuant par leurs travaux aux échanges scientifiques entre leur pays et l'Allemagne. Elle avait précédemment été nommée en 2015 co-éditrice (Mitherausgeberin) des Actes diplomatiques de la République fédérale d’Allemagne (AAPD), Berlin, tâche qu’elle poursuit depuis. En Allemagne, elle est par ailleurs membre de la Commission pour l’histoire du parlementarisme et des partis politiques KGParl, à Berlin. Depuis 2020, elle est membre du Sénat de la Leibniz Gemeinschaft, l’un des organismes allemands de pilotage de la recherche extra-universitaire.

## Publications
Sa liste de publications compte plusieurs monographies, des directions d'ouvrages et une centaine de contributions à des collectifs ou articles dans des revues à comité de lecture. Ci-dessous les seuls ouvrages et directions.

### Travaux universitaires
- Doctorat nouveau régime, Le Chancelier Helmut Schmidt et la France 1974-1982, université Paris-Sorbonne.
- Habilitation à diriger des recherches, La question nationale allemande et les relations politiques de la République fédérale d’Allemagne avec la France, 1949-1990, université Paris-Sorbonne.

### Ouvrages
- Partenaires de choix ? : le Chancelier Helmut Schmidt et la France, Berne, Paris, New York, Peter Lang, 1993
- Allemagne, avec Alfred Grosser, Paris, Flammarion, coll. « Dominos », 1994
- Question nationale et nationalisme : perceptions françaises d’une problématique allemande au début des années cinquante, Lille-Villeneuve d’Ascq, Presses du Septentrion, 2004
- Le défi européen : histoire franco-allemande de 1963 à nos jours, Lille-Villeneuve d’Ascq, Presses du Septentrion, 2011
- Deutsch-französische Geschichte 1963 bis in die Gegenwart, Im Zeichen der Europäischen Einigung. Band 11, Darmstadt, Wissenschaftliche Buchgesellschaft, 2011
- Willy Brandt, Paris, Fayard, 2013
- Willy Brandt, Life of a Statesman, London, New-York, I.B. Tauris, 2016
- Von Erbfeinden zu guten Nachbarn. Ein deutsch-französischer Dialog avec Andreas Wirsching, Stuttgart, Reclam, 2019
- Ennemis héréditaires ? : un dialogue franco-allemand, avec Andreas Wirsching, Paris, Fayard, 2020
- Les Émotions de 1989. France et Allemagne face aux bouleversements du monde, Paris, Flammarion, 2025

### Direction d'ouvrages
- Wandel und Integration. Deutsch-französische Annäherungen der Fünfziger Jahre - Mutations et intégration :les rapprochements franco-allemands dans les années cinquante, dir. Hélène Miard-Delacroix et Rainer Hudemann, München, Oldenbourg, 2005
- Numéro spécial Études germaniques, avec Anne-Marie Saint-Gille, Penser et construire l’Europe : de la paix éternelle à la sécurité collective, no 64 (2009) 2
- Espaces de pouvoir, espaces d'autonomie en Allemagne, dir. Hélène Miard-Delacroix, Guillaume Garner et Béatrice von Hirschhausen, Lille-Villeneuve d’Ascq, Presses du Septentrion, 2010
- 50 ans de relations franco-allemandes, dir. Reiner Marcowitz et Hélène Miard-Delacroix, Paris, Nouveau Monde, 2012
- Penser et pratiquer l'histoire du temps présent : essais franco-allemands, dir. Emmanuel Droit, Hélène Miard-Delacroix, Frank Reichherzer, Villeneuve d'Ascq, Presses du Septentrion, 2016
- L'Allemagne entre rayonnement et retenue, dir. Dominique Herbet, Hélène Miard-Delacroix, Hans Stark, Villeneuve d’Ascq, Presses du Septentrion, 2016
- Deutschland, Frankreich und die USA in den 'langen' 1960er Jahren. Ein transatlantisches Dreiecksverhältnis, Johannes Großmann, Hélène Miard-Delacroix (Hg.), Stuttgart, Steiner, 2018
- Der Rhein als politische Landschaft zwischen Deutschland und Frankreich 1815 – heute / Le Rhin. Un espace partagé entre la France et l´Allemagne de 1815 à nos jours, Hélène Miard-Delacroix, Guido Thiemeyer (hg.), Stuttgart, Steiner, 2018
- Emotionen und internationale Beziehungen im Kalten Krieg, Hélène Miard-Delacroix, Andreas Wirsching (hrsg.), Schriften des Historischen Kollegs Nr. 104, Berlin, De Gruyter, 2020
- The Environment and the European Public Sphere. Perceptions, actors, policies, Christian Wenkel, Eric Bussière, Anahita Grisoni & Hélène Miard-Delacroix (ed.), London, The White Horse Press, 2020

## Distinctions

### Décorations
- Chevalier de la Légion d'honneur, le 13 juillet 2023[18]
- Chevalière de l'ordre des Palmes académiques
- Chevalière de l'ordre du Mérite de la République fédérale d'Allemagne
- Chevalière de l'ordre national du Mérite, le 15 novembre 2018[19]

### Prix et récompenses
- Prix Reimar Lüst de la Fondation Alexander-von-Humboldt (Allemagne) en 2022[20].
- Prix international de la recherche, Fondation Max-Weber (Allemagne) pour l’ensemble de la production scientifique[21]
- Prix Maurice Baumont de l'Académie des sciences morales et politiques (2012)